# Isépamicine
L'isépamicine est un antibiotique aminoside proche de la gentamicine.